# Wenzelia archboldiana
Wenzelia archboldiana är en vinruteväxtart som beskrevs av Walter Tennyson Swingle. Wenzelia archboldiana ingår i släktet Wenzelia och familjen vinruteväxter. Inga underarter finns listade i Catalogue of Life.